# Слободка-Охримовецкая
Слободка-Охримовецкая (укр. Слобідка-Охрімовецька) — село в Хмельницком районе Хмельницкой области Украины.
Население по переписи 2001 года составляло 930 человек. Почтовый индекс — 32523. Телефонный код — 3846. Занимает площадь 2,936 км². Код КОАТУУ — 6821884705.

## Местная власть
32500, Хмельницкая обл., Хмельницкий р-н, пгт Виньковцы